# Batalha de Jataí
A Batalha de Jataí foi travada em 17 de agosto de 1865 entre as tropas da Tríplice Aliança (Argentina, Brasil e Uruguai) e os soldados do Paraguai perto de Paso de los Libres, Corrientes, Argentina. A Batalha de Jataí foi a primeira grande batalha em terra da guerra do Paraguai, e a mais importante da segunda fase da guerra.

## Antecedentes
Logo após a declaração de guerra à Argentina, os paraguaios imediatamente atacaram em duas colunas. O plano original era que a primeira coluna, comandada por Wenceslao Robles, tomaria Corrientes, enquanto uma segunda coluna de 12 000 homens, comandada por Antonio de la Cruz Estigarribia, avançaria para o leste de Corrientes e capturaria as possessões brasileiras no rio Uruguai. O foco principal desse plano de invasão foi a captura de bens brasileiros, pois isso impediria a expansão brasileira, uma grande preocupação do presidente López. A outra coluna capturaria Corrientes, distraindo as forças argentinas e criando uma linha vital entre o Paraguai e o oceano Atlântico. Esse plano foi posteriormente revisado para que dois terços da força de ataque atacassem Corrientes e depois desviassem para o sudeste e invadissem o Uruguai.
Em resposta, uma aliança militar foi assinada em 1º de maio entre a Argentina, o Uruguai e o Império do Brasil.
Após a captura bem sucedida de Corrientes, o general argentino Wenceslao Paunero lançou um ataque ousado - em 25 de maio - que recapturou a cidade. No entanto, dada a enorme superioridade numérica do inimigo, ele escolheu evacuar a cidade e seus civis dois dias depois e se dirigir ao sudoeste da província. Somente depois de ter evacuado Corrientes, Paunero descobriu que os paraguaios estavam avançando no rio Uruguai.
O presidente argentino, Bartolomé Mitre, nomeou o general Urquiza, governador da província de Entre Rios, encarregado de enfrentar a coluna paraguaia. Urquiza pediu ajuda a Paunero, que se retirou para Esquina. Essas forças foram acompanhadas por um batalhão de voluntários de Corrientes, liderados pelo coronel Desiderio Sosa, que participara da reconquista de Corrientes. Muitos heróis da história da Província de Corrientes, como Santiago Baibiene e Plácido Martínez, estavam naquele batalhão.
Enquanto isso, a batalha naval do Riachuelo aconteceu. Durante o curso da batalha, a frota imperial brasileira destruiu a esquadra paraguaia perto da cidade de Corrientes. Essa perda impediu que a coluna paraguaia do rio Paraná prestasse apoio às forças do rio Uruguai.

## Exércitos
Em 5 de maio, depois de invadir a província de Corrientes, no noroeste do país, o general Estigarribia enviou o coronel Pedro Duarte em frente a uma pequena coluna avançada para controlar a margem do rio Uruguai. Duarte seguiu as forças de Estigarribia da cidade de Santo Tomé e encontrou-o lá quatro dias depois. O exército então cruzou o rio Uruguai e entrou na província do Rio Grande do Sul, Império do Brasil. Deixaram para trás a coluna de Duarte, com mais de 3 000 soldados para defender o Uruguai.

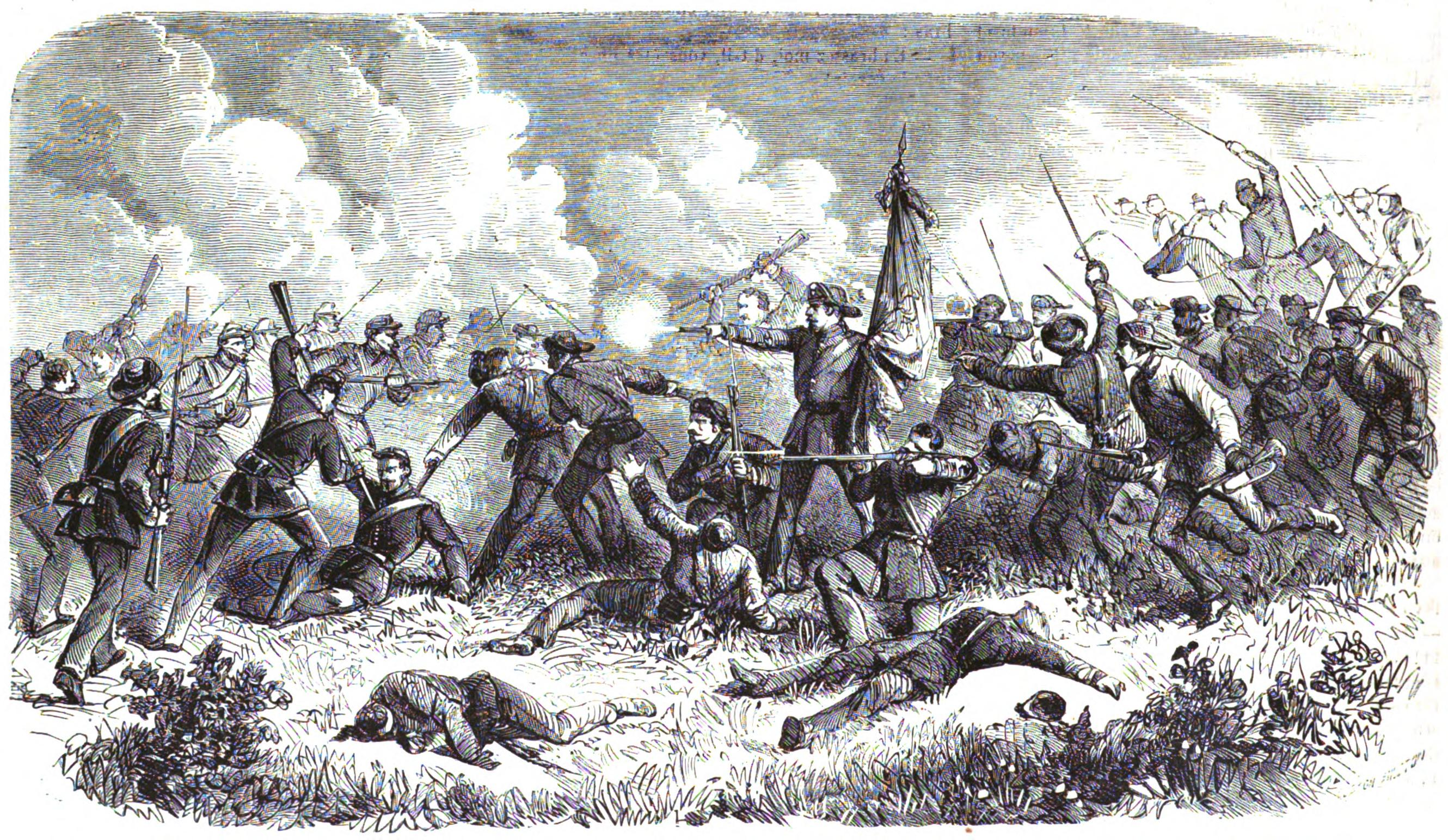
A Batalha de São Borja (10 de julho, 1865): 1º batalhão de voluntários Brasileiros defendendo a sua bandeira contra os Paraguaios (de acordo com um esboço de M. Mynssen).

Estigarribia avançou sem oposição para o sul, tomando São Borja e Itaqui. Entretanto, a coluna de Estigarribia foi atacada e parcialmente destruída nos arredores de São Borja Algumas das forças paraguaias estavam estacionadas em São Tomé e São Borja enquanto Duarte se dirigia para o sul.
Urquiza ordenou que Paunero se juntasse a ele em Concórdia, mas o líder atrasou a conclusão das ordens de Urquiza. Em 4 de junho, as tropas de Urquiza, que se recusaram a lutar contra os paraguaios em razão de serem consideradas aliados contra o Brasil (com o qual a Argentina havia se desentendido), foram desmanteladas.
O presidente uruguaio, general Venancio Flores, recém-saído de seu triunfo sobre o partido branco ou "blancos", marchou para se juntar a Urquiza com 2 750 homens. Além disso, as forças brasileiras, comandadas pelo tenente-coronel Joaquim Rodrigues Coelho Nelly, totalizando 1 200 homens, seguiam em frente. Eles se encontraram em 13 de julho. Na primeira reunião Flores recebeu o Regimento de Cavalaria de linha "San Martín", com 450 homens, além do esquadrão de artilharia do leste com 140 homens. No total, Flores tinha 4 540 soldados - não o suficiente para confrontar as colunas paraguaias.
Flores, Duarte e Estigarribia marcharam lentamente para se encontrarem e se engajarem em batalha, enquanto os 3 600 homens de Paunero começaram uma marcha através de pântanos e rios, cruzando rapidamente a província de Entre Rios, no sul, para se juntar a Flores. Além disso, 1 400 cavaleiros Correntina sob o comando do general Juan Madariaga juntaram suas forças. Finalmente, o coronel Simeão Paiva, com 1 200 homens, foi seguido de perto pela coluna de Duarte.
Estigarribia teve a chance de destruir todos os seus inimigos um por um, mas errou. Ele também desobedeceu ordens de Lopez, que ordenou que ele continuasse a caminho de Alegrete: Em 5 de agosto, ele foi para Uruguaiana e ordenou que suas tropas se reorganizassem e recolhessem suprimentos. As forças brasileiras do general David Canabarro, muito poucas para atacar a coluna de 5 000 homens de Estigarribia, limitaram-se a acampar perto da cidade sem serem atacadas pelos paraguaios.

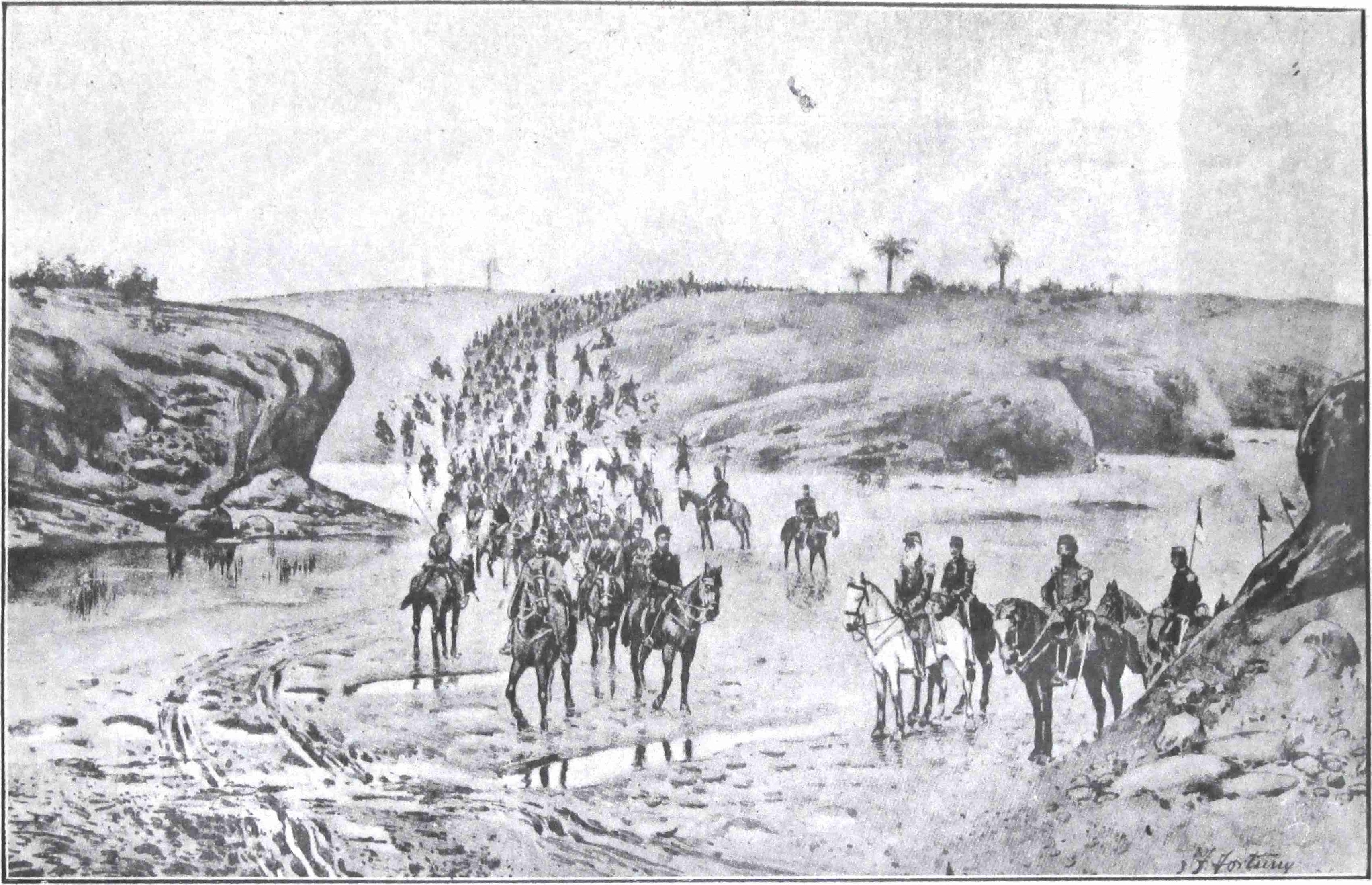
Passagem do Ayuí em Paso de la Patria, província de Corrientes, pelo primeiro corpo argentino em 13/08/1865. O general Paunero e o coronel Chenaut presenciam a marcha, acompanhados de alguns oficias e do auditor de guerra José M. Guastavino (obra de Francisco Fortuny).

Em 2 de agosto, Duarte ocupou a aldeia de San José de Restauração, hoje a cidade de Paso de los Libres. Uma semana depois, ele avançou e foi derrotado, sofrendo 20 baixas na Batalha de Chap Kish. Dada a notícia de que todas as forças inimigas estavam em perseguição, Duarte procurou ajuda de seu superior, o general Estigarribia, que lhe enviou esta resposta:
"Diga ao grande Duarte que, se ele pretende assumir o comando da força uruguaia, eu mesmo lutaria a batalha."
Insultado, Duarte estava preparado para dar batalha sem qualquer ajuda.
Em 13 de agosto, Paunero evitou o exército de Duarte e juntou-se a Flores, cujas forças, então, somavam 12 000 homens, quase quatro vezes a força de Duarte. Duarte se afastou de Paso de los Libres e tomou posições nas margens do rio Jataí, perto da aldeia.
Houve um breve encontro na tarde de 16 de agosto e, ao anoitecer, os dois exércitos estavam de frente um para o outro a meia milha de distância.

## Batalha

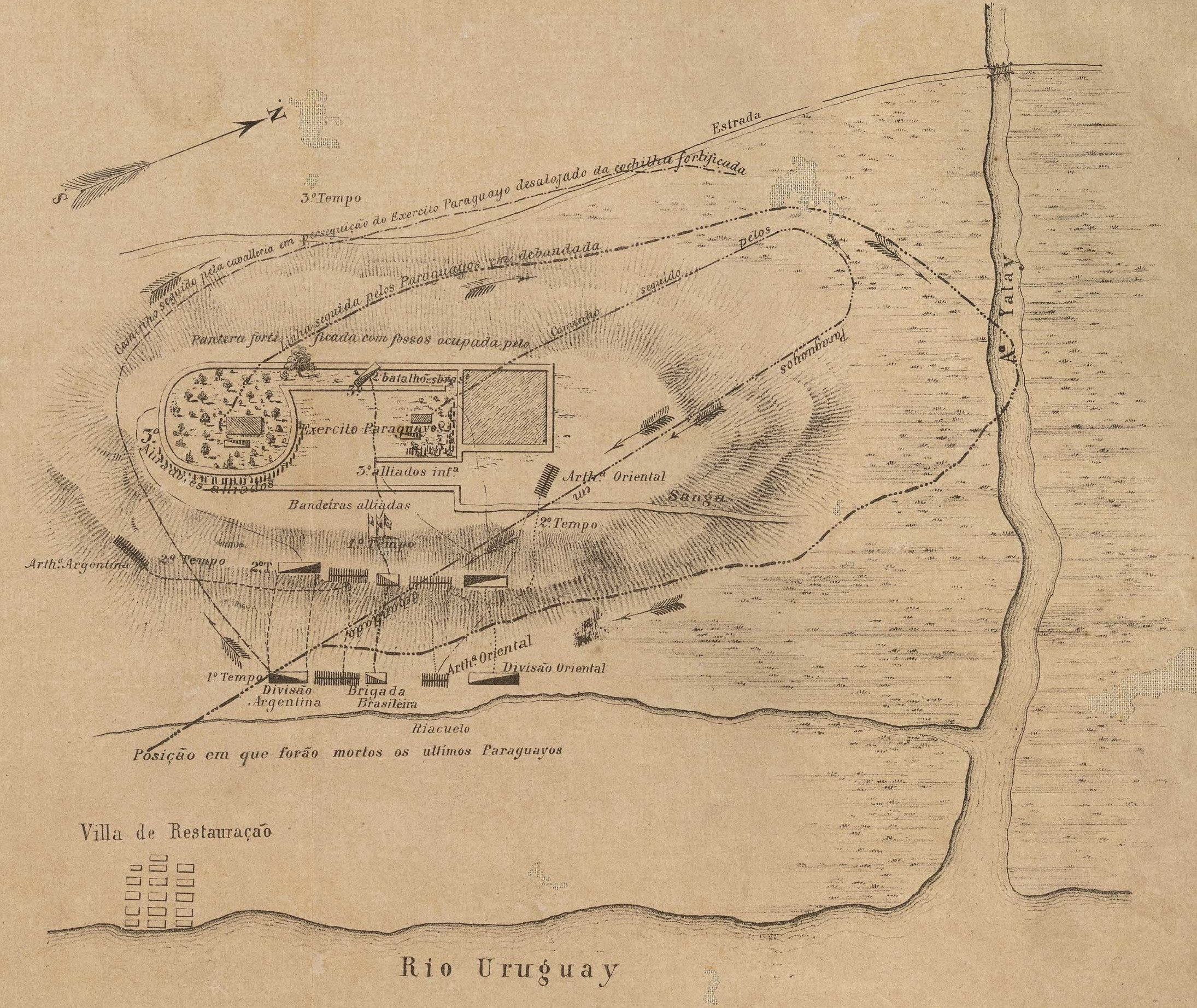
Mapa da batalha.

Ambos os rios Jataí e Uruguai recentemente inundaram, deixando grande parte do campo de batalha debaixo d'água. A maioria das forças de infantaria paraguaias estava entrincheirada entre árvores e valas na área das propriedades vizinhas e protegida por lama que cobria a aproximação frontal, mas o riacho atrás delas tornava impossível a retirada em caso de uma derrota, o que era considerado muito provável por Duarte.
As forças de Duarte consistiam em 1 980 de infantaria e 1 020 de cavalaria, sem artilharia. Os aliados tinham um total de 5 550 de infantaria, 5 000 de cavalaria e 32 de artilharia. Entre os líderes do exército aliado estavam os comandantes experientes Flores e Paunero, Leão Palleja, Ignacio Rivas, Enrique Castro e José Gregorio Suárez e os argentinos Juan Bautista Charlone, José Miguel Arredondo, José Giribone Ignacio Segovia, Joaquín Viejobueno, Leopoldo Nelson, Simeão Paiva e Madariaga.

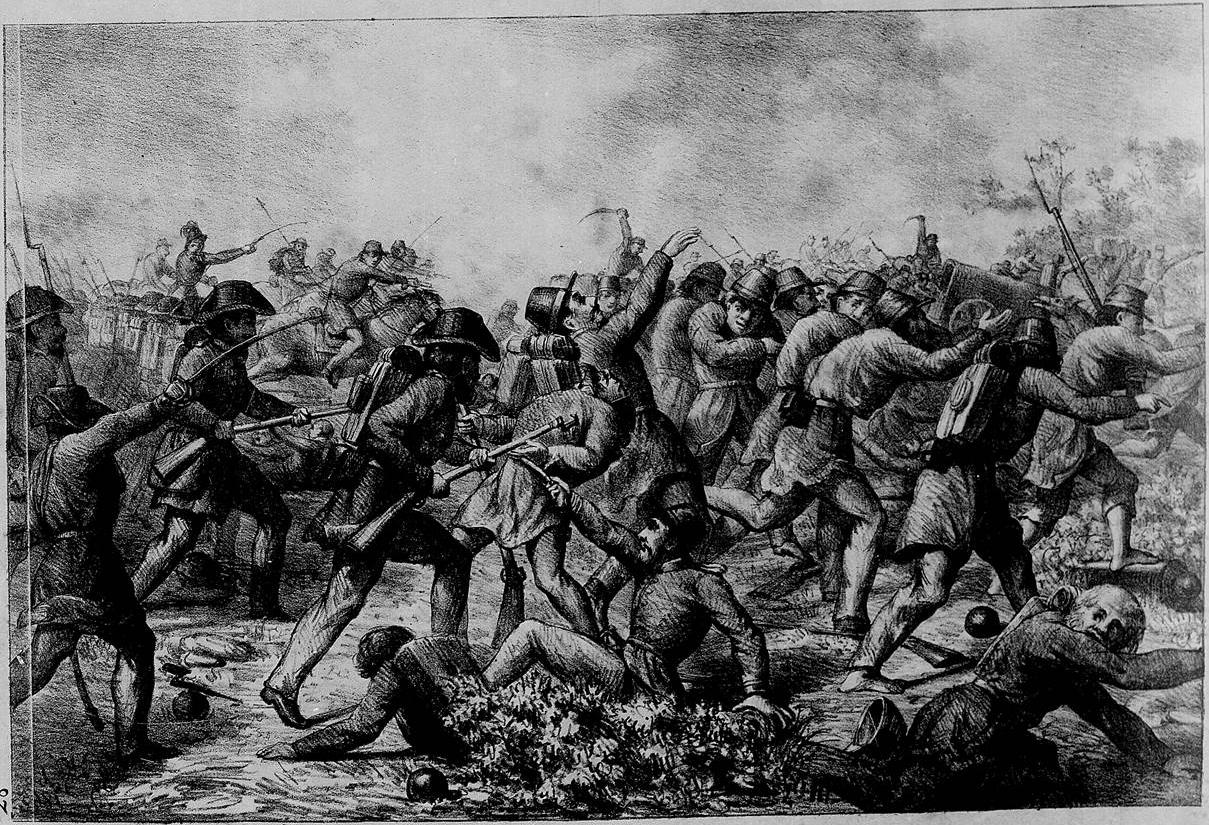
A derrota dos Paraguaios em Jataí.

A batalha começou às 10h00, com um ataque inicial às posições paraguaias pela Divisão de Infantaria Palleja. Duarte aproveitou a oportunidade e rebateu com quase toda a sua cavalaria, causando centenas de baixas e forçando-as a recuar. Diante de uma situação cada vez mais ruim, a divisão de cavalaria de Segovia atacou a cavalaria paraguaia, apoiada pelo leste de Castro e por Suárez. Por duas horas a batalha foi travada exclusivamente com a cavalaria.
Duarte ordenou uma manobra de retirada, que finalmente permitiu que a infantaria aliada entrasse em ação, e embora a superioridade numérica deles (os aliados) fosse esmagadora, os paraguaios lutaram com tenacidade. Quando a batalha estava quase perdida, Duarte tentou uma carga de cavalaria desesperada e, na luta, seu cavalo foi morto. O próprio Paunero exigiu que Duarte se rendesse, o que ele finalmente concordou em fazer.
Uma força paraguaia final de infantaria sob o comando do tenente Zorrilla atravessou o rio Jataí e foi atacada por uma unidade de cavalaria de Suárez e Madariaga, que atacou pela retaguarda. Algumas centenas de soldados paraguaios nadaram no rio Uruguai, enquanto os demais foram mortos ou levados como prisioneiros. No total, eles sofreram 1 500 mortos e 1 600 presos, incluindo 300 feridos.

## Consequências

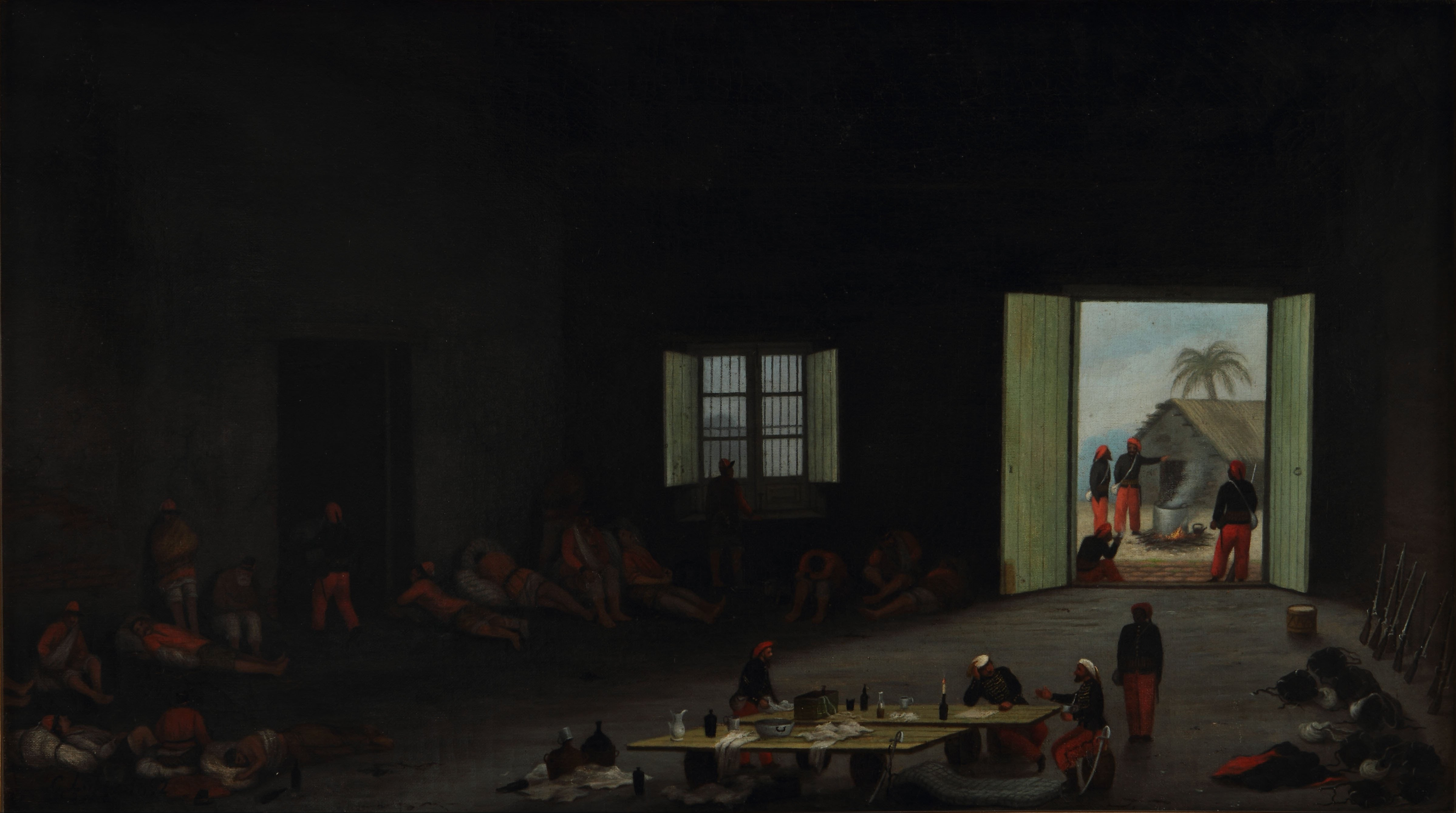
Prisioneiros e feridos paraguaios da Batalha de Jataí

Entre os prisioneiros, Flores encontrou várias dezenas de soldados do Partido Blanco uruguaio, partidários que se refugiaram no Paraguai e tentaram tomar o poder no Uruguai das mãos das forças de Flores. Ele ordenou sua execução como traidores.
Em 18 de setembro, depois de ter assegurado aos representantes do imperador brasileiro que ele não se renderia e preferiria ser enterrado sob os escombros do Uruguai, o general Estigarribia se rendeu com pouca resistência.
Logo depois, as forças paraguaias que ocupavam a cidade abandonada de Corrientes recuaram para o norte e logo seguiram para o Paraguai. Quase todos os seguidores da guerra foram travados em território paraguaio até a completa derrota do país em 1870, que resultou na perda de 70% da população adulta masculina do país.
Uma rua na cidade de Buenos Aires, no bairro de Caballito, é nomeado após esta batalha.